# Soul Brothers
Albums de Ray Charles, Milt Jackson
Yes Indeed!
(1958) Ray Charles In Person
(1959)
Soul Brothers est le premier album studio du chanteur de RnB Ray Charles et du jazzman Milt Jackson. Il est sorti en juin 1958 sous le label Atlantic Records. Plus tard, l'album est réédité dans un double CD.

## Liste des titres
Toutes les chansons ont été écrites pas Ray Charles exceptées celles indiquées

### Version originale
Face A
1. "Soul Brothers" (Quincy Jones) – 9:34
2. "How Long Blues" (Carr) – 9:15
Face B
1. "Cosmic Ray" – 5:21
2. "Blue Funk" – 8:09
3. "Bag's Guitar Blues" (Milt Jackson) – 6:23
3.  "'Deed I Do" (Hirsch, Rose) – 5:50

### Réédition
Disque 1 du CD
1. "How Long Blues" (Carr) – 9:16
2. "Cosmic Ray" – 5:23
3. "The Genius After Hours" – 5:24
4. "Charlesville" – 4:55
5. "Bags Of Blues" (Milt Jackson) – 8:50
6. "'Deed I Do" (Hirsch, Rose) – 5:50
7. "Blue Funk" – 8:05

Disque 2 du CD
1. "Soul Brothers" (Jones) – 9:34
2. "Bag's Guitar Blues" (Milt Jackson) – 6:27
3. "Soul Meeting" (Milt Jackson) – 6:04
4. "Hallelujah, I Love Her" So – 5:29
5. "Blue Genius" – 6:40
6. "X-Ray Blues" – 8:10
7. "Love On My Mind" – 3:45

## Instrumentistes
- Ray Charles – Piano, synthétiseur, saxophone alto
- Milt Jackson – Piano, vibraphone
- Billy Mitchell – Saxophone tenor
- Connie Kay – Batterie
- Oscar Pettiford – Contrebasse
- Skeeter Best – Guitare